# Nick Nevern
Nick Nevern (nacido el 8 de diciembre de 1980) es un actor, guionista y director británico. Es mejor conocido por sus papeles en EastEnders, Shameless, The Rise and Fall of a White Collar Hooligan y The Hooligan Factory.

## Primeros años
Nevern nació y creció en Londres, Inglaterra. Su madre es rusa.

## Carrera
Nevern pasó algún tiempo en Rusia, regresando años después a Londres donde comenzó su carrera como actor, con una primera actuación televisiva en Dream Team como Pavel Kovac y desde entonces apareció en varios otros programas como EastEnders, Jonathan Creek, Shameless y Motherland.
Nevern interpretó al personaje principal en la película independiente de 2012 The Rise and Fall of a White Collar Hooligan y dos de las secuelas de la película.
En 2014, Nevern escribió, dirigió, produjo y protagonizó The Hooligan Factory, una película parodia del vandalismo en el fútbol. La película parodia en gran medida títulos de las películas británicas de género hooligan y se centra principalmente en The Firm, junto con Diario de un hooligan, Rise of the Footsoldier, ID, Green Street Hooligans y Cass.
En 2020, Nevern dirigió la quinta película de la franquicia Rise of the Footsoldier, titulada Rise of the Footsoldier: Origins.
En 2022, Nevern dirigió la siguiente película de la serie Footsoldier, titulada Tate: Ten Days of Blood, que se estrenó en septiembre de 2023 como Rise of the Footsoldier: Vengeance. El 2 de noviembre de 2022, se anunció que Nevern se había unido al elenco de EastEnders como Don, el exnovio de Sam Mitchell interpretado por Kim Medcalf. Sus dos episodios se emitieron los días 8 y 9 de noviembre de 2022.

## Vida personal
El 3 de diciembre de 2021, Nevern anunció que iba a ser padre. Su hija nació el 28 de mayo de 2022. Mantiene a su pareja en secreto, cubriéndole la cara con una ardilla en cualquier publicación en línea.

## Filmografía

### Películas
| Año  | Título                                       | Papel                     | Notas                                       |
| ---- | -------------------------------------------- | ------------------------- | ------------------------------------------- |
| 2002 | Out of Control                               | Chico de la finca         | Película de televisión                      |
| 2007 | I Want Candy                                 | Doliente enojado          |                                             |
| 2008 | West 10 LDN                                  | Maverick                  |                                             |
| 2008 | Adulthood                                    | Oficial de policía        |                                             |
| 2008 | Loser's Anonymous                            | Gary                      |                                             |
| 2010 | Writer's Block                               | Jack                      | Cortometraje                                |
| 2010 | Black, No Sugar                              | Charlie                   |                                             |
| 2010 | Misión Londres                               | El guardaespaldas         |                                             |
| 2011 | Turnout                                      | Andrew                    |                                             |
| 2011 | The Tapes                                    | Hermano de Danny          |                                             |
| 2011 | Victim                                       | Marky                     | También director de segunda unidad          |
| 2011 | 7lives                                       | Policía/Detective Echo    |                                             |
| 2011 | Demons Never Die                             | Roger                     |                                             |
| 2011 | Terry                                        | Terry                     | También escritor, director                  |
| 2012 | Outpost: Black Sun                           | Carlisle                  |                                             |
| 2012 | The Ice Cream Wars                           | Andy Hollington           |                                             |
| 2012 | Strippers vs Werewolves                      | Franklyn                  |                                             |
| 2012 | The Rise and Fall of a White Collar Hooligan | Mike Jacobs               |                                             |
| 2012 | The Sweeney                                  | Freddy                    |                                             |
| 2012 | G.B.H.                                       | Damien                    |                                             |
| 2013 | White Collar Hooligan 2: England Away        | Mike Jacobs               |                                             |
| 2013 | The Fall of the Essex Boys                   | Darren Nicholls           |                                             |
| 2013 | Communion                                    | Steve                     |                                             |
| 2013 | Vendetta                                     | Ronnie                    |                                             |
| 2014 | White Collar Hooligan 3                      | Mike Jacobs               |                                             |
| 2014 | Mrs. Brown's Boys D'Movie                    | Gregor                    |                                             |
| 2014 | Spring                                       | Thomas                    |                                             |
| 2014 | The Hooligan Factory                         | Dex                       | También escritor, director, productor       |
| 2016 | Eliminaters                                  | Detective Inspector Quinn |                                             |
| 2016 | Brotherhood                                  | Detective Danny Parkinson |                                             |
| 2017 | Rise of the Footsoldier: Marbella            | Greener                   |                                             |
| 2017 | Fanged Up                                    |                           | Coescritor                                  |
| 2018 | Trigger Finger!                              |                           | Cortometraje; escritor, director            |
| 2019 | Riot                                         | Damien                    |                                             |
| 2019 | Fault Lines                                  | Robert                    | Cortometraje                                |
| 2020 | Sam                                          | K                         | Cortometraje                                |
| 2020 | Nemesis                                      | Dmitri Ozolov             |                                             |
| 2020 | Let's Talk About George                      |                           | Cortometraje; director, productor ejecutivo |
| 2021 | Rise of the Footsoldier: Origins             |                           | Director                                    |
| 2021 | Twist                                        | Ron                       |                                             |
| 2023 | Rise of the Footsoldier: Vengeance           |                           | Director                                    |

### Televisión
| Año       | Título             | Papel                                       | Notas                      |
| --------- | ------------------ | ------------------------------------------- | -------------------------- |
| 2006      | Dream Team         | Pavel Kovac                                 | 2 episodios                |
| 2007      | Bonkers            | Conrad                                      | Serie 1, episodio 4        |
| 2007      | Andrei             | Andrei                                      | Serie 2, episodio 6        |
| 2007      | The English Class  | Viktor                                      | 6 episodios                |
| 2008      | spooks: Code 9     | Theo Danakis                                | Serie 1, episodio 1        |
| 2008      | EastEnders         | Rennie                                      | 2 episodios                |
| 2008      | Matrioshki         | Youri Suslov                                | 3 episodios                |
| 2008      | Jonathan Creek     | Lenny                                       | Episodio: The Grinning Man |
| 2009      | Shameless          | Rogowski                                    | Serie 6, episodio 1        |
| 2009      | The Bill           | Elliot Johns                                | Episodio: Powerless        |
| 2010      | The Silence        | Ely                                         | 4 episodios                |
| 2010      | The Deep           | Stas                                        | 4 episodios                |
| 2012      | Trigger Point      | Victor                                      |                            |
| 2017      | Prime Suspect 1973 | Danny Mitcham                               | 5 episodios                |
| 2017      | Riviera            | Nikolai / Nikolai Slokov / Niokolai Slovern | 4 episodios                |
| 2017–2021 | Motherland         | Lee                                         | 7 episodios                |
| 2018      | Bulletproof        | Darren Galt                                 | 1 episodio                 |
| 2022      | fbi: International | Florin                                      | Episodio: "Chew Toy"       |
| 2022      | EastEnders         | Don                                         | 2 episodios                |

### Videojuegos
| Año  | Título                     | Papel             | Notas |
| ---- | -------------------------- | ----------------- | ----- |
| 2010 | GoldenEye 007              | Voces adicionales | Voz   |
| 2012 | Far Cry 3                  | Mikhail / Captain | Voz   |
| 2017 | LEGO Marvel Super Heroes 2 |                   | Voz   |